# Brusson (Marne)
Brusson é uma comuna francesa na região administrativa do Grande Leste, no departamento de Marne. Estende-se por uma área de 4.86 km², e possui 182 habitantes, segundo o censo de 2018, com uma densidade de 37 hab/km².